# Phalkes
Phalkes ist ein männlicher Vorname.

## Herkunft und Bedeutung
Altgriechisch Φάλκης, Bedeutung unbekannt.

## Verbreitung
Der Name fand im antiken Griechenland Verwendung.

## Varianten
- lateinisch: Phalces

## Bekannte Namensträger
- der Sohn des Temenos, siehe Phalkes (König von Sikyon)
- ein Askanier (Bithynien), der im Trojanischen Krieg auf der Seite Trojas kämpfte, wurde von Antilochos getötet
- eine Gestalt in der Argonautica des Gaius Valerius Flaccus